# Кибла (затвор)
Кибла је посуда у којој затвореници обављају физиолошке потребе. Празни је затвореник једном дневно. Поред основне (физиолошке) функције, намена кибле је да се избегне да затвореници напуштају затворску ћелију али и понижење. Неретко се користи и за мучење затвореника.